# رودريغز ألفيز
فرانسيسكو دي باولا رودريغيز ألفيس (بالبرتغالية: Francisco de Paula Rodrigues Alves‏) (7 يوليو 1848 - 16 يناير 1919) سياسي برازيلي وعضو المجلس الامبراطوري البرازيلي الخاص. خدم في البداية كحاكم لولاية ساو باولو في 1887 . ثم عين وزيرا للخزانة عام 1890 . وفي عام 1902 انتخب رئيسا للبرازيل وشغل هذا المنصب حتى 1906 . وخلال هذه الفترة عمل على تحديث وإعادة تصميم العاصمة ريو دي جانيرو وشهد عام 1904 احداث شغب وقلاقل شعبية في العاصمة.
تم انتخاب رودريغز رئيسا لولاية ثانية عام 1918 .و كان مقررا ان يستلم السلطة في 15 نوفمبر 1918 , لكنه لم يستطع القيام بمهامه بسبب مرضه حتى توفي في 16 يناير 1919 ضحية لمرض الانفلونزا الأسبانية وذلك قبل توليه للمنصب بشكل رسمي، خلفه في الحكم نائبه ديلفيم موريرا